# La Nation (Ontario)
Pour les articles homonymes, voir Nation (homonymie).
La Nation (The Nation en anglais) est une municipalité de l'Ontario (Canada) située dans les comtés unis de Prescott et Russell. L'origine de son nom est liée à la rivière Nation sud.  La municipalité est créée à la suite de la fusion des cantons de Caledonia, Cambridge et Plantagenet Sud ainsi que du village de Saint-Isidore.

## Géographie
La Nation se situe au centre-est de la région de l'Est de l'Ontario, dans les comtés unis de Prescott et Russell. Le territoire de la municipalité est borné au nord-ouest par Clarence-Rockland, au nord par Alfred et Plantagenet, au nord-est par Champlain, au sud-est par Glengarry Nord, au sud par South Stormont, à l'ouest par Russell et sur une courte distance au par Ottawa. La ville de Casselman est enclavée dans la artie ouest du territoire de La Nation. Le territoire prend la forme d'un quadrilatère irrégulier. La limite sud de la municipalité correspond à la limite nord des comtés unis de Stormont, Dundas et Glengarry. Le territoire couvre une superficie de 658,32 km2 sont terrestres. Le relief est plat, étant dans les basses-terres du Saint-Laurent.

## Urbanisme
La municipalité englobe les localités de Benoit, Bourget, Bradley Creek, Caledonia Springs, Fenaghvale, Fournier, Franklins Corners, Gagnon, Johnsons Ferry, Lalonde, Limoges, Longtinville, Martels Corners, Mayerville, Parkers Corners, Proulx, Riceville, Routhier, Sandown, Skye, Saint-Albert, St-Amour, Saint-Bernardin, Ste-Rose-de-Prescott, Saint-Isidore et Velfranc. Le village fantôme de Lemieux est aussi situé dans les frontières de La Nation. Le territoire est loti en concessions parallèles au fleuve Saint-Laurent et à la rivière des Outaouais, créant deux systèmes orthogonaux, l'un à angle par rapport à l'autre. La plus grande partie des logements sont des maisons individuelles non attenantes. Les logements sont presque entièrement habités par des occupants permanents.
L'autoroute 417, tronçon de la route Transcanadienne, traverse le territoire d'est en ouest, chevauchant à plusieurs reprises la limite sud. Cette autoroute relie Ottawa à Montréal. Le réseau routier local suit une grille orthogonale dans l'ouest et une autre grille presque orthogonale dans l'est, le tout entrecoupé par les cours d'eau naturels. Les principales voies locales sont les routes de comté 3, 9, 10 et 16 de même que la route 500. La Conservation de la Nation Sud (CNS) étudie le comportement des tortues menacées dans le bassin versant de la rivière de la Nation.

## Politique
Le conseil municipal comprend le maire et quatre conseillers. Les élections municipales ont lieu tous les quatre ans en bloc et suivant des quartiers. 
|                                           | 2022-2026        |
| ----------------------------------------- | ---------------- |
| Maire                                     | Francis Brière   |
| 1-Fournier - Saint-Bernardin              | Tim Stewart      |
| 2-Saint-Isidore - Sainte-Rose-De-Prescott | Alain Mainville  |
| 3-St-Albert                               | Danik Forgues    |
| 4-Séguinbourg - Lemieux                   | Raymond Lalande  |
| 5- Limoges - Cambridge Forest Estates     | Daniel Boisvenue |
| 6- Limoges - Forest Park                  | Marjorie Drolet  |

Au niveau supra-local, La Nation est rattachée aux comtés unis de Prescott et Russell. La population locale est représentée à l'Assemblée législative de l'Ontario au sein de la circonscription ontarienne de Glengarry-Prescott-Russell et à la Chambre des communes du Canada par la circonscription fédérale de Glengarry-Prescott-Russell).

## Démographie
Au recensement de 2016, La Nation compte 12 808 habitants. La population connaît une hausse de 1 148 personnes (9,8 %) entre 2011 et 2016. La densité brute de la population est de 19,5 habitants/km2 pour l'ensemble de la municipalité. Le parc résidentiel s'élève à 4 917 logements privés, dont 4 917 logements privés sont occupés par des résidents habituels. La population locale est en croissance à moyen terme, depuis 2006, après une relative stabilité.
Population totale, 1991-2016
Près de 70 % de la population de cette municipalité est francophone et fait partie de la communauté franco-ontarienne.
Les langues officielles de La Nation sont le français et l'anglais.
| Langue maternelle   | Locuteurs | %      |
| ------------------- | --------- | ------ |
| Français            | 7 275     | 69,6 % |
| Anglais             | 2 650     | 25,4 % |
| Français et anglais | 135       | 1,3 %  |
| Autres langues      | 390       | 3,7 %  |
| Total               | 10 450    | 100 %  |

## Économie
Les sociétés Leader Resources Services et Sierra Nevada Power (Ontario) projettent d’établir la Ferme Éolienne Gauthier, un parc d’éoliennes de 30 MW.

## Culture
Le Prix Roger-Bernard, remis aux deux ans à un organisme ou une institution ayant contribué de façon remarquable à la préservation et à la mise en valeur d’un ou de plusieurs éléments du patrimoine de l’Ontario français, est décerné en 2013 à La Vieille Ferme, de Saint-Bernardin, entreprise de préservation et de promotion du patrimoine agricole franco-ontarien, qui transforme les bâtiments de ferme pour créer des espaces de rencontres et de rassemblement pour les familles, les corporations et les organismes de l’Est Ontarien.

## Société
Personnalités
- Katherine Levac (humoriste, comédienne)
- Pandaléon, (groupe de musique)